# 11.ª Región Militar
La 11.ª Región Militar (11.ª RM) es una de las doce regiones militares del Ejército Brasileño, con sede en Brasilia y dependiente del Comando Militar de Planalto.

## Historia
El 25 de abril de 1960 se crearon la 11.ª Región Militar y el Comando Militar de Brasilia, por decreto presidencial n.º 48 138. Su jurisdicción comprendía los territorios del Distrito Federal, el Estado de Goias; y una porción de Triángulo Minero limitada por los municipios de Araguari, Indianápolis, Nova Ponte y Uberaba. A la sazón, un general de brigada se encargaba del comando tanto de la Región como del Comando Militar.
El 21 de junio de 1967 se disolvió el Comando Militar de Brasilia y la 11.ª pasó a integrar el I Ejército. La Región Militar permanecía con su jurisdicción original.
El 26 de febrero de 1969 se creó el Comando Militar de Planalto con sede en Brasilia y jurisdicción sobre las unidades de la 11.ª Región Militar. De esta manera se constituyó el Comando Militar de Planalto y 11.ª Región Militar.
El 23 de marzo de 1994 la 11.ª Región Militar recuperó su autonomía desprendiéndose del Comando Militar.